# Hugo Meixner
Hugo Meixner von Zweienstamm (1. února 1858 Łobzów (dnes Krakov, Polsko) – 4. července 1951 Vídeň) byl rakousko-uherský generál. Jako absolvent vojenské akademie sloužil od roku 1879 v armádě, působil mimo jiné na ministerstvu války a jako štábní důstojník. V roce 1913 dosáhl hodnosti generála pěchoty a v roce 1914 se stal velitelem 10. armádního sboru. Na začátku první světové války se zúčastnil bojů na východní frontě, na jaře 1915 byl penzionován a od té doby žil v soukromí. Jeho bratr-dvojče Otto Meixner (1858–1946) byl také rakousko-uherským generálem.

## Životopis
Pocházel z důstojnické rodiny, byl synem c. k. nadporučíka Eduarda Meixnera, měl bratra-dvojče Ottu (1858–1946). Oba studovali nejprve v Sankt Pölten a poté na Tereziánské vojenské akademii ve Vídeňském Novém Městě a v hodnosti poručíka nastoupili k 55. pěšímu pluku. Spolu s bratrem později absolvoval školu pro vyšší důstojníky ve Vídni a až poté se jejich kariéra rozdělila. Hugo dosáhl hodnosti kapitána (1886) a majora (1892), sloužil mimo jiné v Krakově a Plzni, působil také jako štábní důstojník, v roce 1890 byl účastníkem vojenských manévrů u Nového Jičína. Od roku 1894 pracoval na ministerstvu války, kde byl v letech 1896–1898 přednostou 10. oddělení. V roce 1898 byl povýšen na plukovníka a sloužil u 28. pluku, kde se poté stal velitelem. Od roku 1902 působil znovu na ministerstvu války a v roce 1904 byl povýšen na generálmajora. Od roku 1908 byl velitelem 27. divize pěchoty v Košicích a téhož roku získal hodnost polního podmaršála.
V roce 1913 dosáhl druhé nejvyšší armádní hodnosti generála pěchoty a v lednu 1914 se stal vrchním velitelem 10. armádního sboru v Přemyšlu, téhož roku byl jmenován c. k. tajným radou. Po vypuknutí první světové války byl se svým sborem přidělen k 1. armádě generála Viktora Dankla a zúčastnil se bitvy o Halič. Ze zdravotních důvodů v lednu 1915 dočasně opustil aktivní službu. V březnu 1915 znovu převzal velení X. armádního sboru, ale již o měsíc později byl penzionován. Od té doby žil v soukromí ve Vídní, kde zemřel v červenci 1951 ve věku 93 let.
Dne 18. listopadu 1888 se v Brně oženil s Augustou Ernestinou von Kubin (1860–1923), dcerou c. k. polního podmaršála Johanna von Kubin (1819–1870). Jednalo se o dvojitou svatbu, protože její sestra Elisa Albertina von Kubin se téhož dne provdala za Hugova bratra Ottu.

## Tituly a ocenění
Spolu s bratrem byl v roce 1908 povýšen do šlechtického stavu (Edler Meixner von Zweienstamm). Během vojenské kariéry získal řadu vyznamenání v Rakousku-Uhersku i v zahraničí. Jako velitel armádního sboru byl jmenován c. k. tajným radou s nárokem na oslovení Excelence (1914).

### Rakousko-Uhersko
- Vojenský záslužný kříž III. třídy (1898)
- Jubilejní pamětní medaile (1898)
- Řád železné koruny III. třídy (1903)
- Služební odznak pro důstojníky III. třídy (1903)
- rytířský kříž Leopoldova řádu (1908)
- Vojenský jubilejní kříž (1908)
- Řád železné koruny II. třídy (1913)
- Mobilizační kříž (1913)
- Služební odznak pro důstojníky II. třídy (1913)
- Řád železné koruny I. třídy s válečnou dekorací (1914)

### Zahraničí
- Řád lva a slunce II. třídy (1900, Persie)
- rytířský kříž Řádu italské koruny (1900, Itálie)
- velkokříž Řádu italské koruny (1901, Itálie)
- Železný kříž II. třídy (1914, Německo)